# Sofja Szewczenko
Sofja Antonowna Szewczenko, ros. Софья Антоновна Шевченко (ur. 14 grudnia 2001 w Moskwie) – rosyjska łyżwiarka figurowa, startująca w parach tanecznych z Igorem Jeriomienko. Brązowa medalistka mistrzostw świata juniorów (2019), zwyciężczyni finału Junior Grand Prix (2018) oraz mistrzyni Rosji juniorów (2019).

## Osiągnięcia
Z Igorem Jeriomienko
| Zawody                                | 14–15          | 15–16          | 16–17          | 17–18          | 18–19          | 19–20          | 20–21          |                |                |                |                |                |                |                |                |                |                |
| Międzynarodowe                        | Międzynarodowe | Międzynarodowe | Międzynarodowe | Międzynarodowe | Międzynarodowe | Międzynarodowe | Międzynarodowe | Międzynarodowe | Międzynarodowe | Międzynarodowe | Międzynarodowe | Międzynarodowe | Międzynarodowe | Międzynarodowe | Międzynarodowe | Międzynarodowe | Międzynarodowe |
| ------------------------------------- | -------------- | -------------- | -------------- | -------------- | -------------- | -------------- | -------------- | -------------- | -------------- | -------------- | -------------- | -------------- | -------------- | -------------- | -------------- | -------------- | -------------- |
| GP NHK Trophy                         |                |                |                |                |                | 7              |                |                |                |                |                |                |                |                |                |                |                |
| GP Skate America                      |                |                |                |                |                | 9              |                |                |                |                |                |                |                |                |                |                |                |
| Międzynarodowe: Kategorie młodzieżowe |                |                |                |                |                |                |                |                |                |                |                |                |                |                |                |                |                |
| Mistrzostwa świata juniorów           |                |                |                | 5              | 3              |                |                |                |                |                |                |                |                |                |                |                |                |
| JGP Finał                             |                |                |                | 4              | 1              |                |                |                |                |                |                |                |                |                |                |                |                |
| JGP w Austrii                         |                |                |                |                | 1              |                |                |                |                |                |                |                |                |                |                |                |                |
| JGP w Chorwacji                       |                | 3              |                | 2              |                |                |                |                |                |                |                |                |                |                |                |                |                |
| JGP we Francji                        |                |                | 5              |                |                |                |                |                |                |                |                |                |                |                |                |                |                |
| JGP na Łotwie                         |                |                |                | 1              |                |                |                |                |                |                |                |                |                |                |                |                |                |
| JGP w Rosji                           |                |                | 3              |                |                |                |                |                |                |                |                |                |                |                |                |                |                |
| JGP na Słowacji                       |                | 3              |                |                |                |                |                |                |                |                |                |                |                |                |                |                |                |
| JGP w Słowenii                        |                |                |                |                | 2              |                |                |                |                |                |                |                |                |                |                |                |                |
| Alpen Trophy                          |                |                |                |                | 1 J            |                |                |                |                |                |                |                |                |                |                |                |                |
| Bavarian Open                         |                | 1 J            |                |                |                |                |                |                |                |                |                |                |                |                |                |                |                |
| Minsk-Arena Ice Star                  |                |                |                | 1 J            |                |                |                |                |                |                |                |                |                |                |                |                |                |
| NRW Trophy                            |                |                | 1 J            |                |                |                |                |                |                |                |                |                |                |                |                |                |                |
| Volvo Open Cup                        |                |                |                | 1 J            |                |                |                |                |                |                |                |                |                |                |                |                |                |
| Krajowe                               |                |                |                |                |                |                |                |                |                |                |                |                |                |                |                |                |                |
| Mistrzostwa Rosji                     |                |                |                |                |                | 6              | 4              |                |                |                |                |                |                |                |                |                |                |
| Mistrzostwa Rosji juniorów            | 7              | 7              | 6              | 2              | 1              |                |                |                |                |                |                |                |                |                |                |                |                |